# Адмірал Виноградов (корабель)
Адмірал Виноградов (рос. Адмирал Виноградов) — російське військове судно, великий протичовновий корабель проєкту 1155. Знаходиться на службі ВМФ Росії. Порт приписки — Владивосток.

## Історія

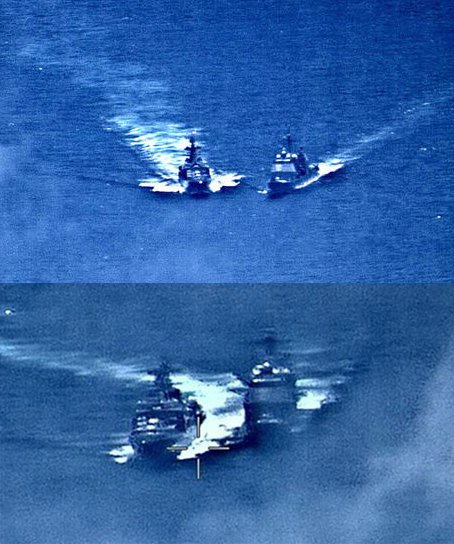
Інцидент у Східно-Китайському морі. «Адмірал Виноградов» ліворуч.

Судно збудоване на субнобудівному заводі у Калінінграді. Спущене на воду 4 червня 1987 року. Введений до складу Тихоокеанського флоту 1 травня 1989 року. 2010 року корабель брав участь в місії ООН проти піратства в Аденській затоці. 7 червня 2019 року у Східно-Китайському морі «Адмірал Виноградов» небезпечно наблизився до американського крейсера USS Chancellorsville. Судна наблизилися один до одного на відстань 15-30 метрів (за російськими даними 50 м). Обидві країни звинуватили один одного у небезпечному маневруванні.